# Biserica de lemn din Țibucanii de Jos

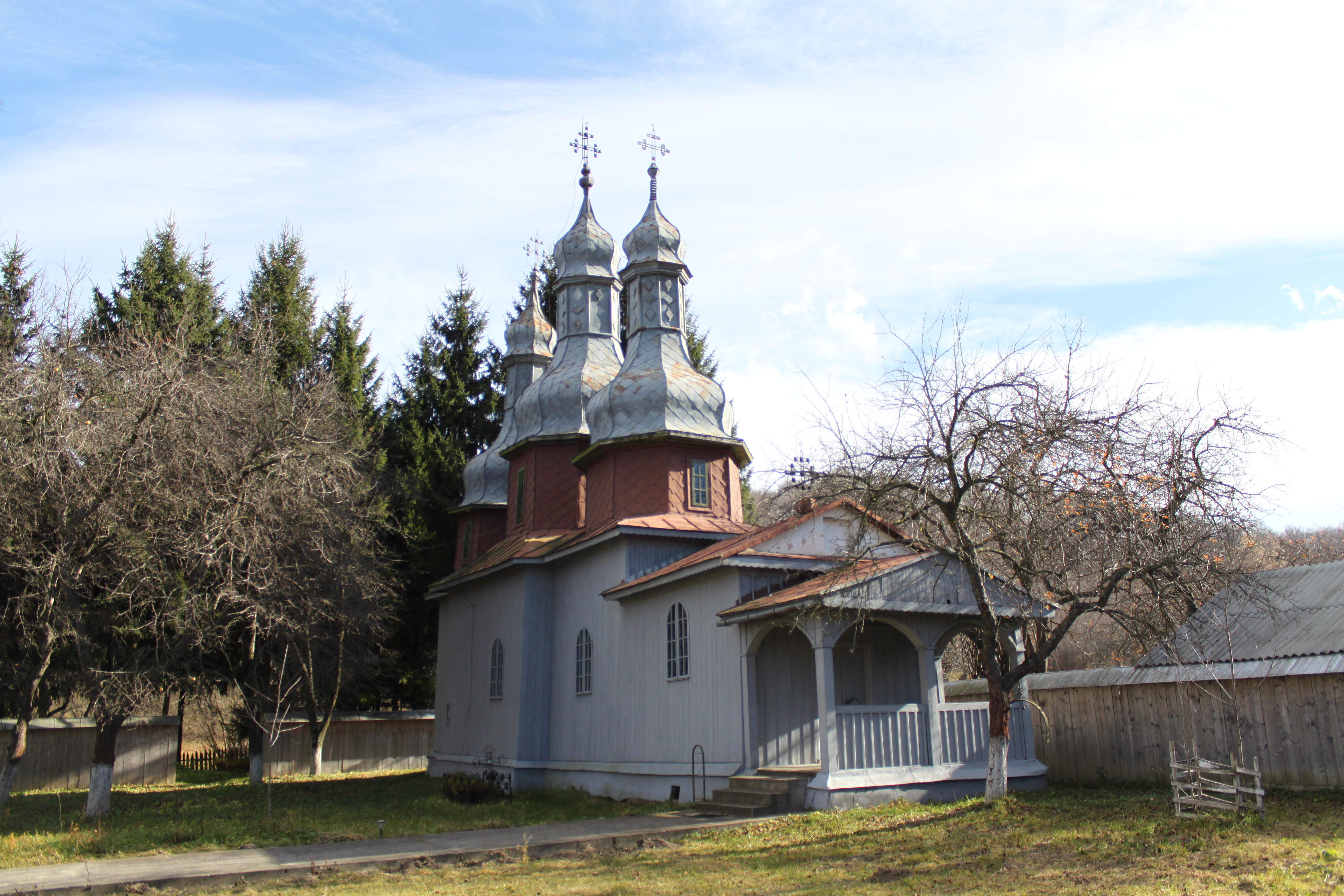
Biserica de lemn a schitului Țibucani, Țibucanii de Jos, judeţul Neamţ

Biserica de lemn din Țibucanii de Jos este situată în comuna Țibucani din județul Neamț.